# Cambra de buit tèrmic
Una  cambra de buit tèrmic  és una cambra de buit en què es controla la radiació tèrmica de l'ambient. Normalment, l'ambient tèrmic s'aconsegueix fent passar líquid sobre fluid sa través de cobertes tèrmiques per aconseguir una temperatura freda, o mitjançant l'aplicació d'una làmpada tèrmica per aconseguir altes temperatures. Les càmeres de buit tèrmic s'utilitzen amb freqüència en les proves de naus espacials o parts d'elles en un entorn espacial simulat.